# Helinho Paes
Helio Paes (Helinho) (* Castanhal, Pará, Brasil, 27 de diciembre de 1980) es un futbolista brasileño que jugó  en Millonarios del Fútbol Profesional Colombiano durante el torneo Clausura de 2008.

## Trayectoria
Helinho comenzó su carrera como futbolista en las divisiones inferiores del equipo Castanhal Esporte Clube de Brasil, haciendo su debut en 2000 a los 19 años de edad. Luego fue fichado por uno de los grandes clubes brasileños, el Coritiba del estado de Paraná. De ahí pasó al campeonato estatal más fuerte en Brasil, el Paulistao a otro club con tradición como es el Portuguesa de São Paulo.
En el año 2006, fue transferido al extranjero, al equipo Unión Huaral de Perú. De allí, pasó a Norte América, a la USL Premier Development League (Una de las ligas profesionales que hay en E.U.A. y Canadá detrás de la MLS), al club Toronto Lynx. Estando en esta ciudad canadiense, Toronto, fue contratado por el Portugal F.C. de la Canadian Soccer Ligue.
En agosto de 2008, Millonarios viajó a Toronto, Canadá a jugar un partido amistoso contra el Barcelona de Ecuador. Como no pudo llevar suficientes jugadores, pidió en préstamo dos futbolistas al Portugal F.C. Este equipo les prestó a Helinho y a Denilson Santos Rodrigues.
Luego de este partido, los dos jugadores brasileños decidieron venir a probarse al club bogotano. El técnico albiazul y la directiva les dieron el visto bueno y firmaron contrato por el resto del semestre.
En su debut con Millonarios el 3 de octubre de 2008 en la Fecha No.12 del Torneo Finalización anota sus 2 primeros goles enfrentando al Deportivo Pasto en el Estadio Nemesio Camacho El Campín encuentro que finalizó con victoria para el club embajador (4:0).

## Clubes
| Club                    | País     | Año       |
| ----------------------- | -------- | --------- |
| Castanhal Esporte Clube | Brasil   | 2000-2002 |
| Coritiba                | Brasil   | 2003-2004 |
| Portuguesa Desportos    | Brasil   | 2005      |
| Unión Huaral            | Perú     | 2006      |
| Toronto Lynx            | Canadá   | 2007      |
| Portugal FC             | Canadá   | 2008      |
| Millonarios             | Colombia | 2008      |
| Castanhal Esporte Clube | Brasil   | 2010-     |